# 芝麻洼乡
芝麻洼乡，是中华人民共和国河南省周口市太康县下辖的一个乡镇级行政单位。

## 行政区划
芝麻洼乡下辖以下地区：
芝东村、芝西村、王庄村、王桥村、孔庄村、南岳岗村、任砦村、苑砦村、邢楼村、东丁花村、西丁花村、东李庄村、张庄村、陈砦村、西楼村、接花村、桐城村、太武村、孔寨村、牛家村、施楼村、白庄村、张合营村、皮箱杨村、花庄村、刘桥村、三所楼村、李庄村、枣村洼村和陈庄村。